# Смійся, клоуне, смійся
Смійся, клоуне, смійся (англ. Laugh, Clown, Laugh) — американський драматичний німий фільм режисера Герберта Бренона 1928 року.
Фільм заснований на бродвейській одноіменній п'єсі 1923 року авторами якого є Девід Беласко і Том Кушинг, яка в свою чергу створена за мотивами "Ridi, Pagliaccio" по Фаусто Марія Мартіні (Fausto Maria Martini) 1919 року.

## Сюжет
Тіто, мандрівний клоун, якось знаходить покинуту дитину. Тіто називає її Сімонеттою в честь свого партнера Сімона і виховує немов рідну дочку. Одного разу Сімонетта стикається з Луїджі, багатим хлопцем, який зацікавлюється нею, але вона відкидає його залицяння. Дівчина повертається додому, і Тіто раптово усвідомлює, що його Сімонетта вже не та маленька дівчинка, яку він знав, що його любов до неї переросла у щось більше.
Через декілька років Луїджі повертається у їхнє життя. Він звертається до невролога через постійні напади нестримного сміху. Невролог каже, що він вів корисливий спосіб життя і прописав закохатися в добру жінку. Тіто, навпаки, переживає напади плачу і приходить до того самого невролога, який діагностує "пригнічене почуття кохання" і призначає підкорити даму, яку кохає, або принаймні збирається побачити нову сенсацію в місті, клоуна Фліка. Тіто та Луїджі знайомляться і починають думати, що можуть допомогли один одному в їх печалях, тому стають друзями.
Луїджі закохується в Симонетту, яка відповідає йому взаємністю, але стурбована тим, що повинна покинути Тіто, так як він єдина сім’я, яку вона коли-небудь знала, і чітко відчуває, що він є частиною її. Коли вона усвідомлює, що Тіто любить її як чоловік, а не просто як батько, вона каже йому, що ніколи не усвідомлювала, як він почувався, і що вона насправді також любить його. Сімонетта навіть клянеться перед фігурою Мадонни, що любить Тіто, а не Луїджі. Але Тіто їй не вірить...

## У ролях
- Лон Чейні — Тіто
- Бернард Сігел — Сімон
- Лоретта Янґ — Сімонетта
- Сіссі Фіцджералд — Гіанкінта
- Нільс Астер — Луїджі
- Гвен Лі — Лукреція

## Цікаві факти
- Герберт Бренон, як повідомлялося, любив висміювати 14-річну Лоретту Янг у її першій великій ролі, але був милим з нею в присутності Лона Чейні на знімайному майданчику. Чейні помітив це і ніколи не залишав її з поля зору, навіть якщо його персонаж не потрібен для зйомок того дня. Він допомагав їй протягом зйомок і став її сурогатним батьком у проекті. "Я буду прихильна до цього чуйного, милого чоловіка, поки не помру", - сказала Янг.
- На всіх збережених плівках фільму бракує барабана 4.
- Хоча їй було лише 14 років, це був вже дев'ятий фільм Лоретти Янг. Їй було лише три роки коли вона отримала свою першу кінороль, як фея у "Кільці первоцвіту" (The Primrose Ring, 1917).
- Пісня "Смійся, клоуне, смійся", музика Теда Фіо Рито і слова Сема Льюїса та Джо Янга, багато зробила для того, щоб цей фільм став хітом, коли пісня піднялася на перше місце у хітпараді 1928 року.
- У записах про авторські права свідчить, що у фільмі звучав звук, але це не перевірено.Файл:Laugh, Clown, Laugh 1928 сut.pngЛон Чейні та Лоретта Янг у фільму "Смійся,клоуне, смійся"

Лон Чейні та Лоретта Янг у фільму "Смійся,клоуне, смійся"

- Циркова артистка Хільда Нельсон, уся родина якої була цирковими людьми / акробатами, навчила Лона Чейні ходити по дроту і була дублеркою Лоретти Янг на натягнутому канаті.
- Фільм частково знятий за адресою Jewett Estate, 1145 Arden Road, Pasadena, California.
- Говорять нібито це була улюблена роль Лона Чейні в його кар'єрі.
- Каскадер та акробат Альфред Аделін був дублером Лона Чейні в сцені з мотузковою гіркою.
- Саундтрек для версії Turner Classic Movies Archives Lon Chaney Collection була зроблена призером конкурсу молодих кінокомпозиторів 2002 року Скоттом Салінасом.[3]